# Montoia
Montoia (po suvremenom baskijskom pravopisu) ili Montoya (tradicionalno po španjolskom pravopisu) je baskijsko prezime. Potječe iz mjesta Beranturi u Alavi, Baskija a tijekom rekonkviste se raširilo na ostatak Španjolske.
Montoia može značiti:
- Juan Pablo Montoya-kolumbijski vozač formule 1
- Laura Montoya Upegui-kolumbijska redovnica i svetica
- Xabier Montoia-baskijski književnik
- Telmo Zarraonandia Montoya -baskijsko-španjolski nogometaš